# Sara Lee Lucas
 (février 2017).
Si vous disposez d'ouvrages ou d'articles de référence ou si vous connaissez des sites web de qualité traitant du thème abordé ici, merci de compléter l'article en donnant les références utiles à sa vérifiabilité et en les liant à la section « Notes et références ».
Sara Lee Lucas (nom de scène de Frederick Streithorst, Jr.) est un musicien américain né le 21 juin 1971. Il fut nommé ainsi en référence à la marque Sara Lee Corporation et au tueur en série Henry Lee Lucas.
Il est devenu le batteur de Marilyn Manson en 1991. Les relations entre Sara et Manson n'ont jamais été amicales. Il quittera le groupe en mars 1995 après que, pour sa fête, Marilyn Manson et Twiggy Ramirez aient voulu lui faire une blague en mettant feu à sa batterie à la fin de la tournée en commun avec Nine Inch Nails. Le feu s'est propagé sur le batteur et celui-ci a quitté le groupe. Il a été remplacé par Ginger Fish. 